# 혜화,동
"혜화,동"은 2011년에 개봉한 대한민국의 영화이다.

## 캐스팅
- 유다인 : 혜화 역
- 유연석 : 한수 역
- 박혁권 : 정헌 역
- 김주령 : 화영 역
- 정재민 : 현웅 역
- 박기륭 : 추병욱 역
- 최희원 : 나연 / 추병욱 딸 역
- 손영순 : 혜화 모 역
- 길해연 : 한수 모 역
- 박성연 : 한수 누나 역
- 조덕제 : 수호 역
- 권오진 : 개장수 역
- 이선주 : 개 입양 아줌마 역
- 장리우 : 신생아실 간호사 역
- 이우진 : 형사 1 역
- 박진수 : 주차요원 1 역
- 정순원 : 주차요원 2 역

## 수상
- 2010년 제36회 서울독립영화제
  - 코닥상 - 민용근
  - 최우수작품상 - 민용근
  - 독립스타상 - 유다인
- 2010년 제15회 부산국제영화제
  - 한국영화감독조합상(감독상) - 민용근
- 2011년 제31회 한국영화평론가협회상
  - 여자신인상 - 유다인